# San Andrés (El Salvador)

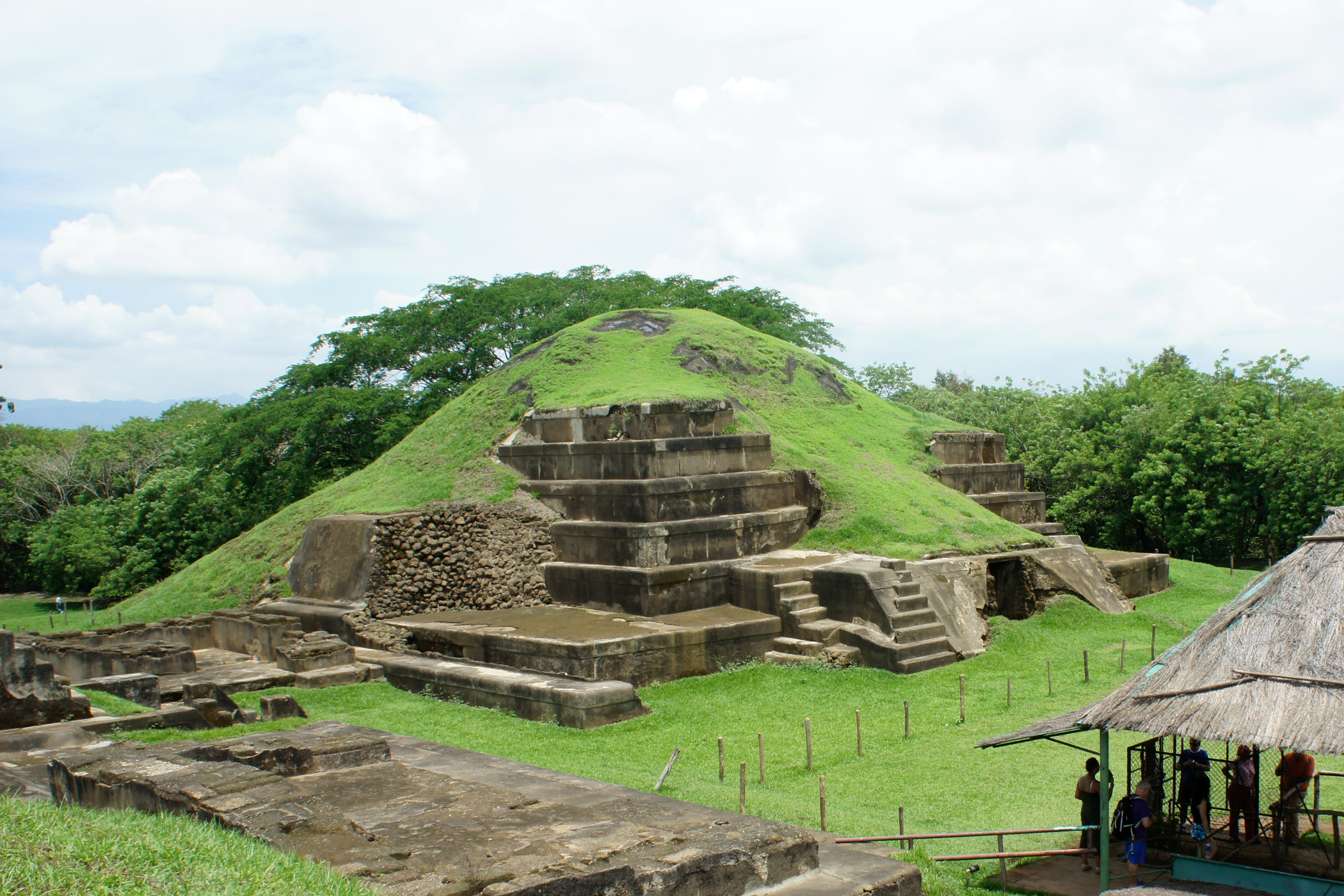
Mayaruinen von San Andrés

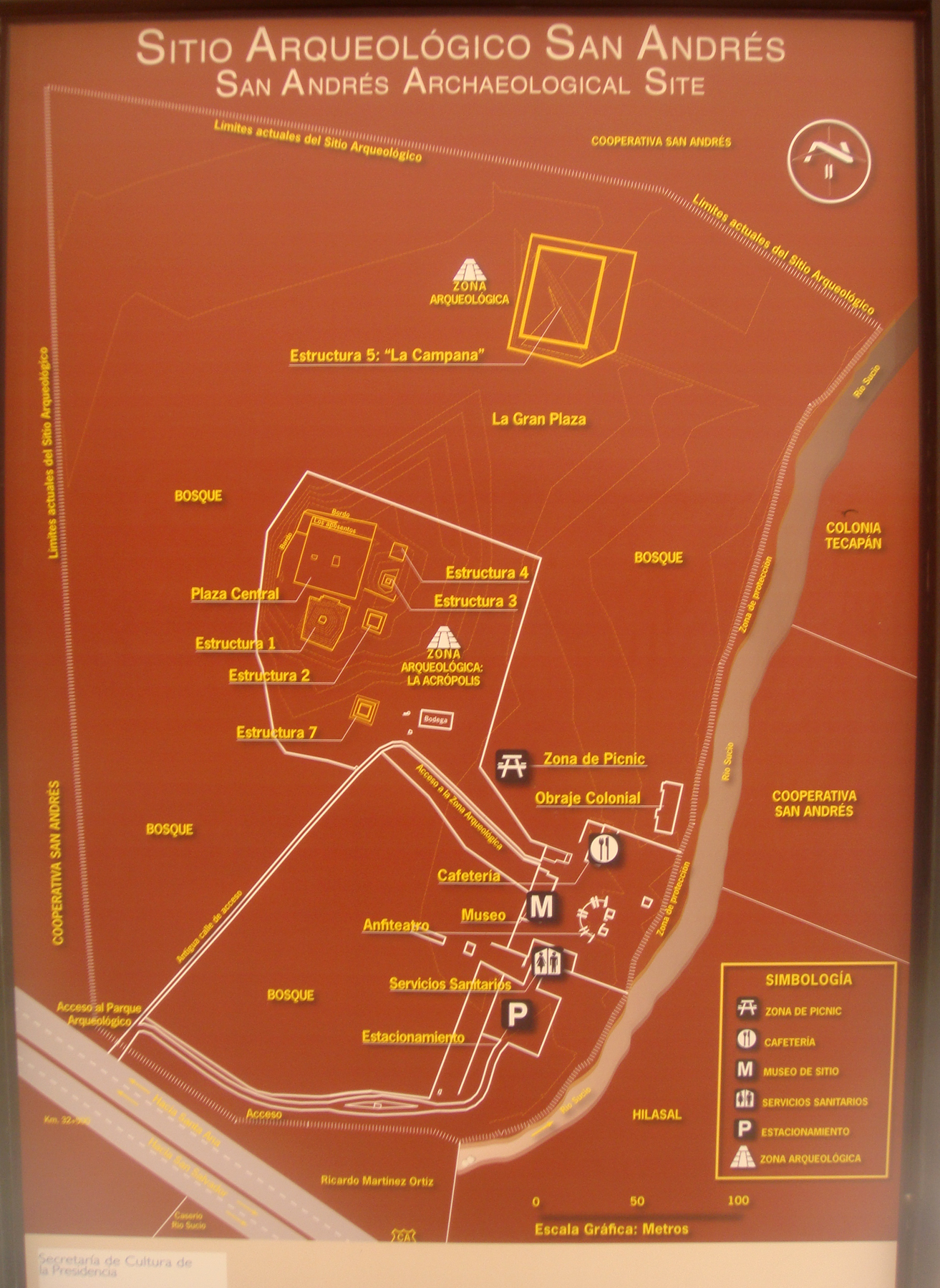
Plan von San Andrés

San Andrés ist eine präkolumbische Maya-Stätte in der Provinz La Libertad in El Salvador. 
Das ursprünglich kleine Maya-Dorf befindet sich im Zapotitán-Tal und wurde um etwa 900 v. Chr. errichtet. Nach einem Ausbruch des nahegelegenen Vulkans Ilopango im Jahr 250 v. Chr. und der darauffolgenden Verwüstung wurde das Dorf aufgegeben. Erst ca. 400 n. Chr. kam es zu einer Wiederbesiedlung und San Andrés entwickelte sich zu einer bedeutenden Stadt in der Region und wurde um ca. 600 n. Chr. sogar zu einer Regionalhauptstadt der Maya.
San Andrés pflegte Handelsverbindungen mit anderen bedeutenden Maya-Städten wie Copán, Tikal oder Caracol. 
Der Niedergang der Stadt begann im 10. Jahrhundert und sie wurde um ca. 1200 n. Chr. endgültig aufgegeben. 
Man vermutet, dass in der Stadt zur Blütezeit etwa 12.000 Menschen gelebt haben. Heute kann man in San Andrés eine restaurierte Pyramide mit zwei Terrassen besichtigen.